# گابریل تیوت
گابریل تیوت (انگلیسی: Gabrielle Tuite؛ زادهٔ ۷ دسامبر ۱۹۷۷) مدل و بازیگر اهل ایالات متحده آمریکا است. وی از سال ۱۹۹۷ میلادی تاکنون مشغول فعالیت بوده‌است.
از فیلم‌ها یا برنامه‌های تلویزیونی که وی در آن نقش داشته‌است، می‌توان به مرد آهنی، کلبه تب‌دار ۲: تب بهاری و دوس بیگالو: ژیگولوی مرد اشاره کرد.